# باشق أمغر الصدر
البَاشِقُ أمْغَرُ الصَّدْرِ أو البَاشِقُ أحْمَرُ الصَّدْرِ، هو أحد أنواع الجوارح المُنتمية لفصيلة البيزان. تنتشرُ هذه الطيور عبر أنحاءٍ شاسعة من أفريقيا، فهي توجد في كُلٍ من: أنغولا، وجمهوريَّة الكونغو الديمقراطيَّة، وإريتريا، وإثيوپيا، وكينيا، وليسوتو، ومالاوي، والموزمبيق، وراوندا، وجنوب أفريقيا، والسودان، وسوازيلاند، وتنزانيا، وأوغندا، وزامبيا، وزيمبابوي.

## التصنيف
يعتقدُ بعض العُلماء أنَّ هذه الطُيور تُشكلُ نوعًا فائقًا مع كُلًّا من الباشق الأوراسي (A. nisus)، والباشق المدغشقريّ (A. madagascariensis) على الأرجح.

## وصلات خارجيَّة
- صور للباشق أمغر الصدر من نادي الطيور الأفريقيَّة.
- (الباشق أمغرُ الصَّدر= ) الباشق أحمرُ الصَّدر - معلوماتٌ عن النوع في أطلس طيور أفريقيا الجنوبيَّة.